# Dino Manuzzi Stadion
A Dino Manuzzi Stadion (olaszul: Stadio Dino Manuzzi) egy olasz labdarúgó-stadion Cesenában. Korábbi és népszerűbb nevén a La Fiorita. Jelenlegi nevét a klub második elnökéről kapta Dino Manuzziról kapta 1982. május 29-én.

## A stadionról
A létesítményen 1988-ban egy nagyobb átalakítást is végeztek, melynek eredményeként 23 860-ra növelték a nézőszámot. 1999-ben a Juventus itt játszotta az Intertotó-kupa hazai mérkőzéseit. 2009-ben újbóli felújítást hajtottak végre, ugyanis a stadion a 2016-os labdarúgó-Európa-bajnokság egyik helyszínéül szolgált volna, ám végül a pályázatot Franciaország nyerte.

## Válogatott mérkőzések
A válogatott három mérkőzését játszotta itt és mindet megnyerte:
- Olaszország – Bulgária 4–0
- San Marino – Olaszország 0–4
- Olaszország – Svédország 1–0

## A Dino Manuzzi Stadion képei

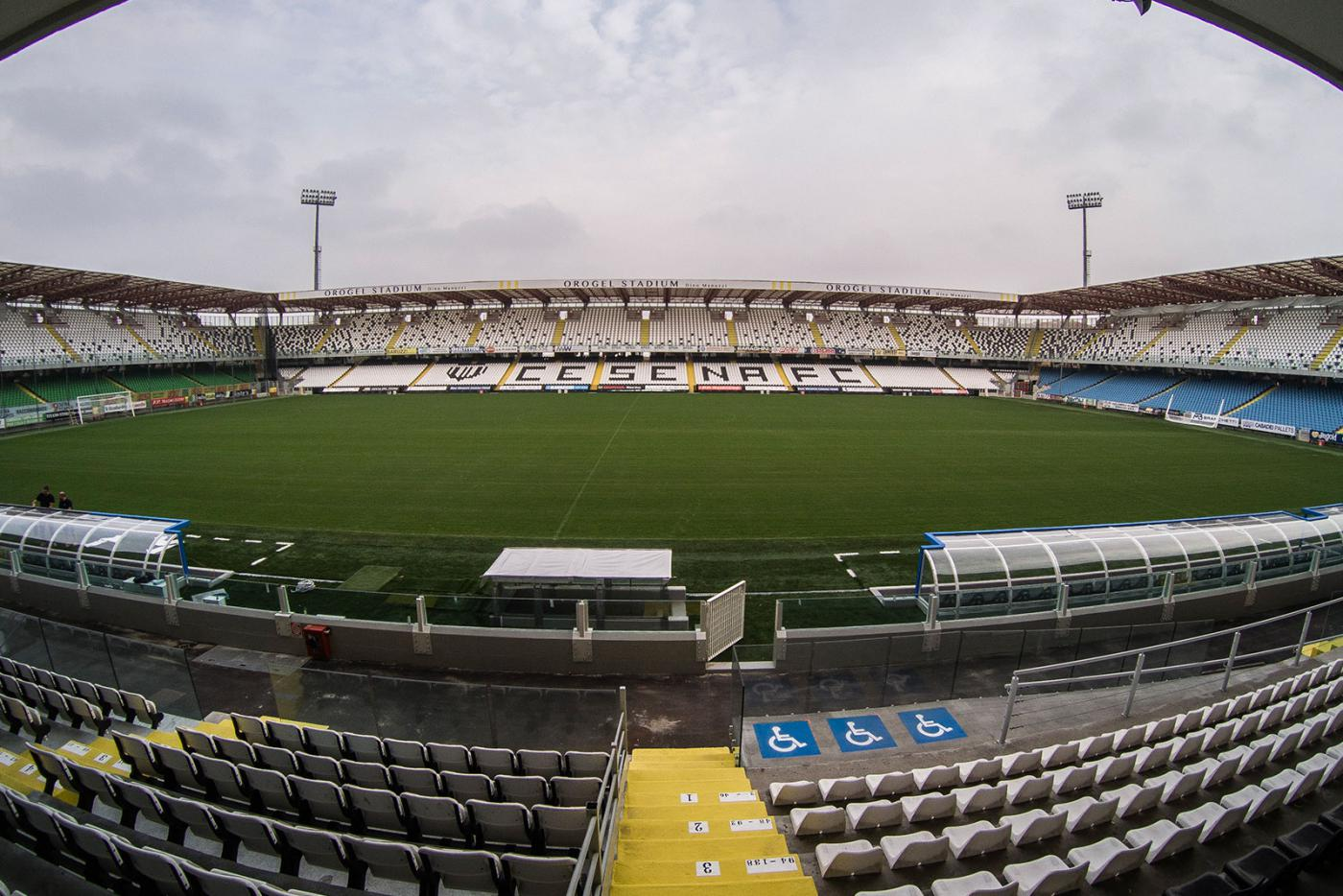
A stadion belső nézete
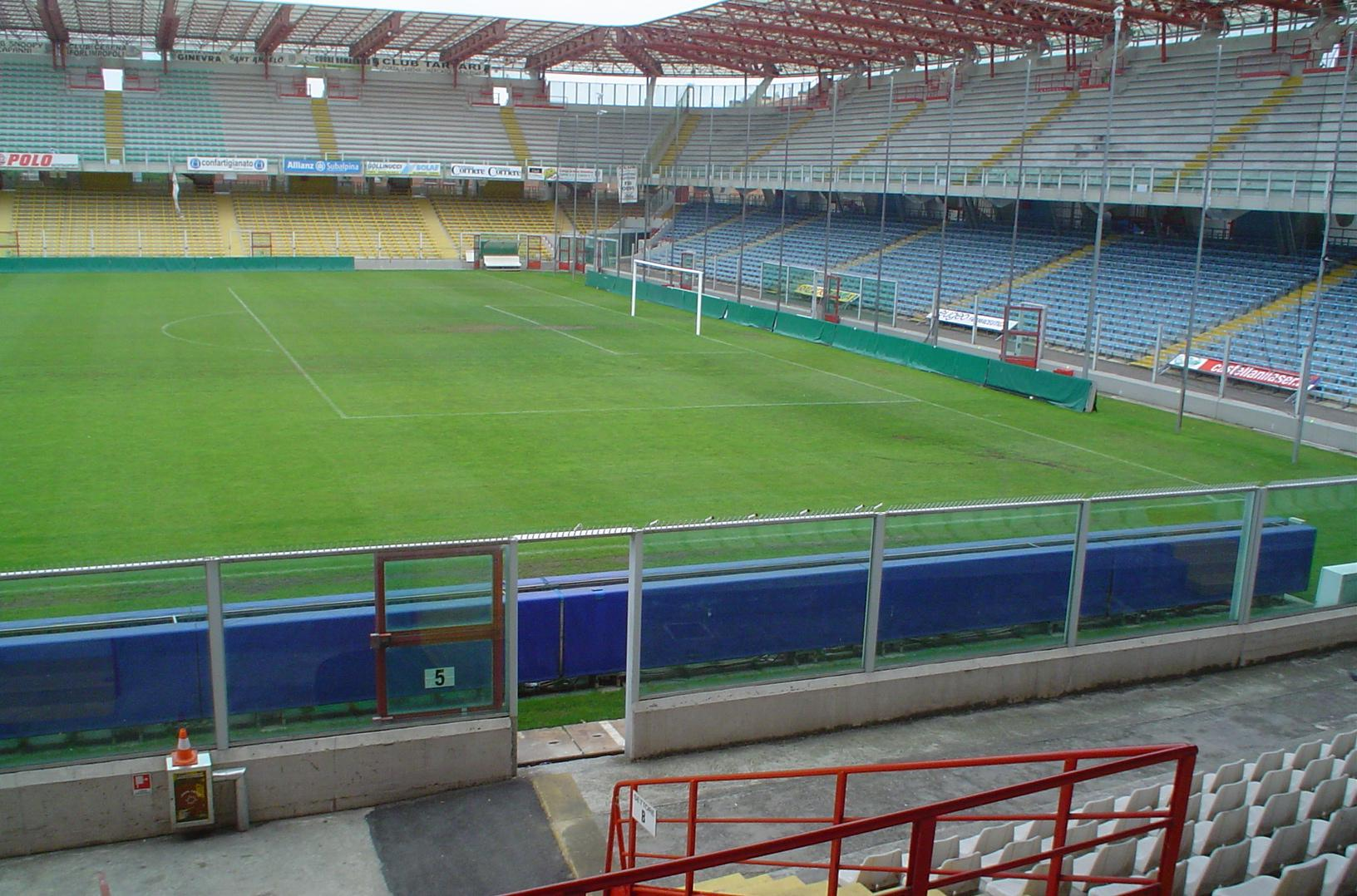
A lelátó üllőhelyei